# Рубаву (район)
Рубаву (руанда Akarere ka Rubavu, англ. Rubavu District) — один из семи районов Западной провинции Руанды. Административный центр — город Гисеньи.

## География
Район находится в северо-западной части Руанды. Южная граница проходит по озеру Киву. Территория Рубаву составляет 388 км².

## Деление
Рубаву разделён на 12 секторов: Бугеши, Бусасамана, Гисеньи, Канама, Канзензе, Муденде, Ньюндо, Ньякилиба, Ньямьюмба, Рубаву, Ругереро и Чьянзарве. В 2012 году население района Рубаву составило 403 662 человек. Плотность населения — 1000 чел./км2.